# Callaqui
Der Callaqui ist ein 3164 m hoher Stratovulkan in den Anden Patagoniens in der Región del Bío-Bío im Süden von Chile. Der stark vergletscherte Basaltandesit-Kegel liegt etwa 80 Kilometer südöstlich der Stadt Los Ángeles in der vulkanisch sehr aktiven Gegend der Südamerikanischen Kordilleren. Er dehnt sich dort in nordöstlich-südwestlicher Richtung entlang einer etwa 11 km langen Bruchlinie aus, entlang derer sich im Laufe der Zeit mehrere Aschenkegel und Lavaflüsse bildeten.
Der Großteil der vulkanischen Aktivitäten des Callaqui machten bislang Fumarolen aus. Stärkere Aktivitäten wurden in den Jahren 1751, 1864 und 1937 verbucht; der letzte Ausbruch war eine schwächere phreatische Eruption im Jahre 1980.